# خانه عقیلی
خانه عقیلی مربوط به دوره پهلوی است و در مهریز، خیابان مهر پادین، کوچه بازار نو (اندیشه ۲)، پ ۸ واقع شده و این اثر در تاریخ ۱۶ دی ۱۳۸۷ با شمارهٔ ثبت ۲۴۴۰۶ به‌عنوان یکی از آثار ملی ایران به ثبت رسیده است.